# 別所引き抜き事件

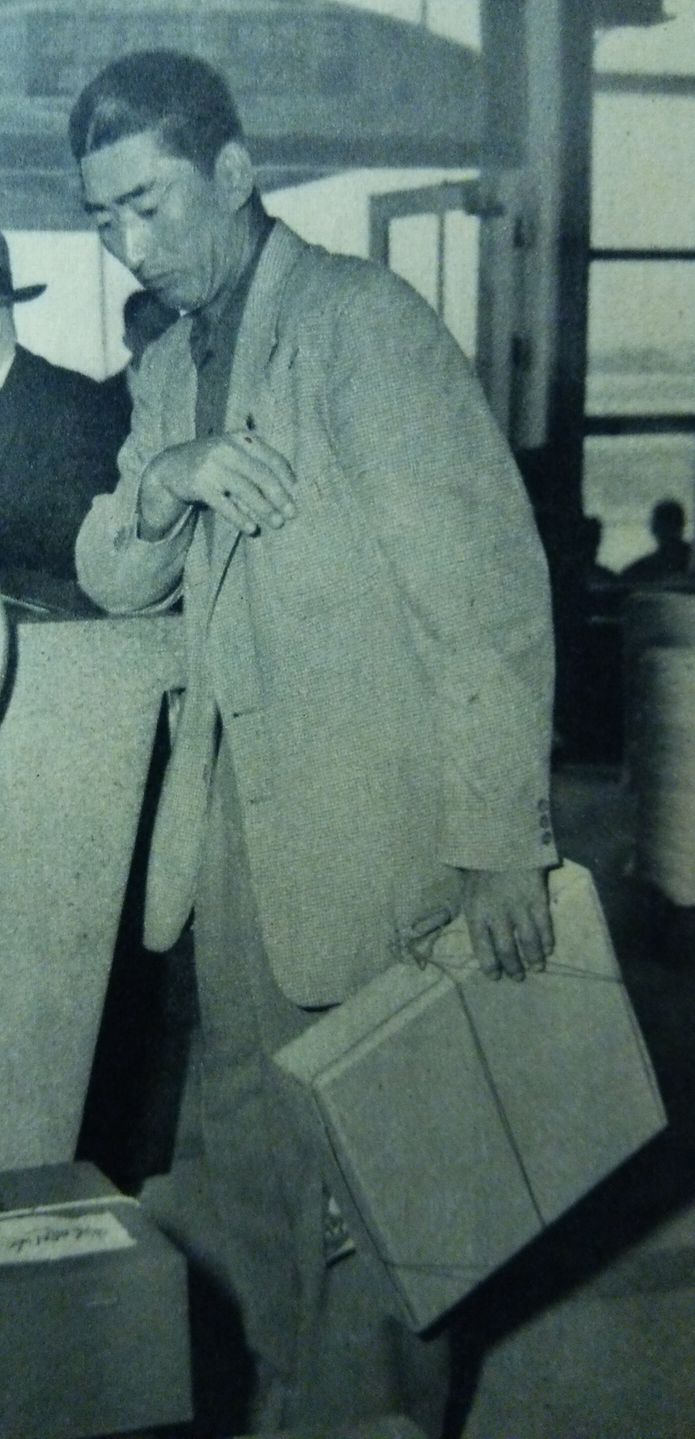
別所毅彦（1955年）

別所引き抜き事件（べっしょひきぬきじけん）とは、1946年から1949年にかけて発生した日本プロ野球の投手・別所毅彦を巡る移籍騒動である。
南海ホークスのエース・別所が、所属球団の待遇に不満を持ち、そこへ優勝へ向けて補強を模索していた読売ジャイアンツの思惑が絡んで、巨人と南海の有力選手確保を巡る紛争へ発展した。

## 別所の不満
南海の別所毅彦（当時は別所昭）は1946年に19勝、1947年には30勝を挙げて名実共に南海ホークスのエースとなっていた。しかし、待遇が他球団の一流選手と比べて劣ることに不満を持っており、納得いかない別所が自ら確認したところ、真田重男（太陽ロビンス）は別所の報酬の約2倍、旧制滝川中学校の後輩である青田昇（読売ジャイアンツ）に至っては別所の倍以上だった。また、別所本人は滝川中学校時代から巨人への入団を望んていたが、当時は親権者による契約が優先されるという規定が存在し、実家が契約を交わした南海ホークスへ入団した経緯もあった。さらに当時は、野球協約や統一契約書が存在せず、選手の保有権は非常に曖昧なものになっていたために、各球団とも主力選手に一軒家や自動車を送るなどして繋ぎ止めていたが、南海は別所に対してそのような優遇措置を取らず、「実働年数が短い」として年俸も低く抑えていた。
1943年のシーズン途中で、別所は球団に対して「せめて他所と同じ水準にして欲しい。家を一軒くれ、とは言わない。南海電鉄の沿線の借家で良いから世話してくれないか」と発言したところ、球団代表の松浦竹松から「お前だけ給料を上げることなど出来ない。こちらには予算というものがあるんだ」と却下され、別所の球団に対する不信感は増大した。

## 巨人との接触と発覚
南海に在籍していた頃、別所は東京・銀座の料亭「小松」の娘と懇意になり、結婚を意識するようになる。そこで「小松」の女将が客として出入りしていた読売新聞社常務取締役の武藤三徳に対し「娘と別所が結婚したがっているがどうしたものか」と相談した。武藤は野球に詳しくなかったことから読売ジャイアンツ監督の三原脩に尋ねると、三原は投手としての別所を称賛し、縁談が無事にまとまった。そこで、武藤が「そんな大投手なら連れてきてはどうか」と素人意見として述べたところ、三原は表面上「そんなことは出来ませんよ」と返答した。
1948年1月に別所は晴れて「小松」の娘と結婚し、神戸市須磨区にあった実兄の自宅の2階に仮住まいしていたが、夫人が妊娠すると一軒家が欲しいと強く思うようになる。当時の巨人は近藤貞雄や藤本英雄ら主力投手が相次いで故障離脱するなど低迷を続け、1946年こそ2位を確保するも1947年には5位に転落するなど、第二次世界大戦後の優勝を果たせていない状態だった。そこへ前述の経緯もあって、武藤は「小松」の女将から、別所が南海球団に対して待遇面で不満を持っていることを知る。
1948年のシーズンが終了する間際に、別所は武藤と副社長の安田庄司とともに読売新聞社で会談する。三者は、別所の南海との契約が切れたことを確認するとすぐに契約金額を提示して、別所が求めていた「家」も何とかすると約束する。同年は結局南海が優勝して別所も26勝を挙げるが、シーズン終了後に南海との契約交渉に臨んだ別所は巨人からの条件も提示し、年俸のアップと一軒家を要求した。しかし、一軒家は勝ち取るが年俸アップはどうしても認められず、別所はついに「巨人と同じ条件を出してくれれば南海に残る」と発言するも、松浦は取り合わずさらに「優勝祝賀会にも出て来るな」と言い放った。別所はこれによって南海を去る決意を固め、「東京に行きます」とはっきりした口調で伝えた。こうして年俸交渉は決裂し、別所は東京へ向かって巨人と仮契約を結び、その前金として10万円を受け取った。
12月1日の新聞に「別所 巨人入りを表明」との見出しで記事が出ると、松浦は監督の山本一人と共に東京にいる別所の元を訪ね、要求していた条件を受け入れるから南海へ戻るように説得するが、別所は既に契約が終わっているために巨人と話してほしいと突っぱねた。
南海は1949年1月17日、別所は2月9日にそれぞれ日本野球連盟に訴える。南海の主張では、別所が巨人とシーズン中に契約したとしているが、後年に別所自身が回想したところでは「球団トップが独断で切ったとなれば（球団代表の）松浦の責任問題となるため、『あえて』シーズン中に契約した、『巨人が強引な引き抜きをした』と騒ぎを大きくしたのではないか」と述べている。双方の訴えに従って連盟統制委員会が調査を行った結果、1948年11月27日付けで巨人から別所へ10万円の貸与を記した借用書が発見され、そこには「巨人入団の暁には…」と別所の巨人入団を前提とした金銭贈与とも解釈できる記載があることが発覚した。この金銭貸借は武藤が実行したものであることから、巨人側は「武藤氏は球団関係者ではない。一ファンが、贔屓の選手の相談に乗って手を貸しただけ」と反論している。

## 連盟の裁定
連盟統制委員会の調査結果に基づき、連盟は南海の支配下にある別所に対するルール違反の事前交渉を認め、巨人に対して10万円の制裁金を科した。しかし、別所は南海との契約を拒否し続けたため、1949年3月17日に連盟統制委員会は以下の裁定を出して決着をつけることとした。
1. 南海球団は、別所との優先交渉権を10日間確保する。
2. 別所は、南海との優先交渉期間10日間が経過後、全球団とも自由に契約可能とするが、同年の開幕から2ヶ月間は公式戦への出場を停止する。

別所に南海へ戻る意思は全く無く、3月28日に巨人との契約が成立、南海からの移籍が決まる。巨人から南海へは21万円の移籍金が支払われた。なお、移籍に当たって別所は名前を「昭」から「毅彦」へ改名している。
この裁定を行ったのはコミッショナーの正力松太郎とされているが、実際には正力・鈴木惣太郎・鈴木龍二の3名で構成される統制委員会の承認を得た上で、鈴木惣太郎が裁定したとも言われている。

## 事件の影響
1949年の巨人対南海戦は毎試合が殺伐とした雰囲気となり、4月14日には巨人監督・三原修が南海の正捕手・筒井敬三の頭を殴打した「三原ポカリ事件」が発生した。この事件で三原は無期限の出場停止処分（のちに出場停止100日間に減ぜられる）を受けたが、最終的に巨人は戦後初優勝を遂げ、対する南海は4位に沈んだ。
1951年6月にはモデルとなる統一契約書を作成した上での野球協約が発効され、球団の選手に対する保有権が確立された。
主役となった別所は、同年オフに2リーグ分立して以降も長く巨人のエースとして活躍し、当時の新記録である通算310勝を挙げて1961年に引退した。別所が巨人に在籍していた1949年から1961年の間に巨人は10度のリーグ優勝と5度の日本一を果たす。一方で、別所退団後の南海は6度のリーグ優勝を果たすも日本シリーズの優勝は1959年の一度のみで、その立役者である杉浦忠が入団するまでは絶対的なエースを確立することが出来なかった。
後年、巨人がルール・慣例に抵触して有力選手と契約した事例として、しばしばこの事件と1978年の「江川事件」が比較され、論じられた。しかし、別所の時代は球団と選手との契約に関する統一ルールが存在せず、事前交渉を除いてルール違反を犯したわけではないとして、別所自身は両事件が比較されることを嫌ったと言われている。重要な相違点として、「江川事件」は巨人側が野球協約の盲点を突いたもので、倫理的な問題はともかく、巨人は「ルール違反」は何も犯していないことが挙げられる。